# علم مونتسيرات

علم حاكم مونتسيرات

اعتمد علم مونتسيرات في 10 نيسان - أبريل من سنة 1909 و أجري على العلم تعديل بسيط في 25 كانون الثاني -يناير من سنة 1999 .